# 服部利之
服部 利之（はっとり としゆき、1958年6月12日 - 2023年7月28日）は、
日本中央競馬会（JRA）・栗東トレーニングセンターに所属していた調教師。父は服部正利元調教師。

## 来歴
- 1984年7月、父・服部正利厩舎の厩務員となり、11月からは調教助手となる。
- 1988年10月、目野哲也厩舎の調教助手となる。
- 1998年、調教師免許を取得。
- 1999年3月1日、厩舎を開業。初出走は3月6日、ツルミワールドで3着。4月4日、エイユースナイパーが勝利し、のべ13頭目で初勝利となった。
- 2000年、第36回小倉記念をミッキーダンスが制しJRA重賞初勝利を挙げる。父も1975年に制しており、同レース父子制覇となった。
- 2005年11月3日、第5回JBCスプリントをブルーコンコルドが制しGI初勝利を挙げる[1]。
- 2010年4月10日、阪神9Rでニホンピロレガーロが勝利して、JRA通算100勝を達成した[2]。
- 2021年10月31日、阪神12Rでシゲルホサヤクが勝利して、JRA通算200勝を達成した[3]。
- 2023年7月28日、病気のため死去[4]。65歳没。死去に伴い、翌29日付で同厩舎の所属馬26頭は馬房の臨時貸付（20馬房）を受けた大橋勇樹厩舎に転厩となった[5]。

## 調教師成績
|            | 日付           | 競馬場・開催     | 競走名        | 馬名               | 頭数 | 人気 | 着順 |
| ---------- | -------------- | ---------------- | ------------- | ------------------ | ---- | ---- | ---- |
| 初出走     | 1999年3月9日   | 2回中山3日11R    | サンシャインS | ツルミワールド     | 16頭 | 15   | 3着  |
| 初勝利     | 1999年4月4日   | 2回阪神4日7R     | 5歳上500万下  | エイユースナイパー | 9頭  | 2    | 1着  |
| 重賞初出走 | 1999年7月4日   | 1回函館8日11R    | 函館記念      | ツルミワールド     | 16頭 | 15   | 12着 |
| 重賞初勝利 | 2000年8月13日  | 3回小倉2日11R    | 小倉記念      | ミッキーダンス     | 14頭 | 3    | 1着  |
| GI初出走   | 2000年10月29日 | 5回東京8日11R    | 天皇賞（秋）  | ミッキーダンス     | 16頭 | 10   | 13着 |
| GI級初勝利 | 2005年11月3日  | 15回名古屋4日10R | JBCスプリント | ブルーコンコルド   | 12頭 | 1    | 1着  |

## 主な管理馬
太字はGI・JpnI競走を示す
- ミッキーダンス（2000年小倉記念、朝日チャレンジカップ、2001年金鯱賞）
- ブルーコンコルド（2002年京王杯2歳ステークス、2005年プロキオンステークス、シリウスステークス、JBCスプリント、2006年黒船賞、JBCマイル、東京大賞典、2006年 - 2008年マイルチャンピオンシップ南部杯3連覇、2007年かしわ記念）
- エムオーウイナー（2007年シルクロードステークス）
- ニホンピロレガーロ（2010年小倉記念）
- セイクリムズン（2010年カペラステークス、2011年根岸ステークス、2011年 - 2012年かきつばた記念、2012年 - 2014年黒船賞、2012年東京スプリント）
- ジェミニキング（2023年阪神スプリングジャンプ）[6]